# Drosophila unimaculata
Drosophila unimaculata is een vliegensoort uit de familie van de fruitvliegen (Drosophilidae). De wetenschappelijke naam van de soort werd voor het eerst geldig gepubliceerd in 1893 door Gabriel Strobl.